# El sueño de una noche de verano (ópera)
El sueño de una noche de verano (título original en inglés, A Midsummer Night's Dream, Op. 64) es una ópera en tres actos con música de Benjamin Britten y libreto en inglés del propio compositor y Peter Pears. Se basaron en la pieza teatral con el mismo nombre El sueño de una noche de verano, preservando casi todas las características del original aunque condensado para satisfacer las exigencias de duración de una ópera. Fue estrenada el 11 de junio de 1960 en el Festival de Aldeburgh, con dirección del propio compositor.

## Argumento
La historia tiene lugar en Atenas y tiempos mitológicos.

### Acto I
En un bosque mágico, cerca de Atenas, aparece Oberón, el rey de los elfos y las hadas, quien encarga al duende Puck una hierba mágica. Entran en el bosque dos parejas de enamorados: Lisandro y Hermia y Demetrio y Elena. Igualmente, acuden al bosque seis artesanos que ensayan un espectáculo para la boda del duque Teseo. Puck entrega las hierbas a Oberón, quien exprime su jugo sobre los ojos de Titania, su esposa y reina de las hadas: ella se enamorará de la primera criatura que vea al despertarse. 

### Acto II
Durante un ensayo de los artesanos, Puck transforma la cabeza del tejedor, poniéndole una de asno. Todos huyen. Sin embargo, Titania se despierta y, bajo la influencia de la poción mágica, se enamora del animal. Entre los jóvenes atenienses se producen también escenas de celos. Oberón al principio está divertido, después se encoleriza al ver la confusión que se ha creado. 

### Acto III
Al amanecer se restituye el orden. Oberón devuelve al tejedor Bottom su forma humana. Los jóvenes enamorados se reconcilian. Hace desaparecer el encantamiento y hace las paces con su esposa Titania. Oberón y Titania acuden a la boda de Teseo, donde todos disfrutan de la representación de los artesanos: la tragedia de Píramo y Tisbe. Teseo da su bendición a los enamorados.

## Análisis musical

### Instrumentación original
La orquesta es de cámara, propia de un teatro de pequeñas dimensiones. Consiste en cuerda, seis instrumentos de viento de madera, cuatro instrumentos de metal, dos arpas, clavicordio, celesta y percusión. 
Con este limitado elenco el compositor consigue, sin embargo, caracterizar de forma diferente los tres mundos de la ópera: el reino de las hadas, el de los amantes atenienses y el de los artesanos. Compone una música que transmite la irrealidad del mundo de las hadas, con arpa, celesta y clavicordio. Como señala McLeish: “La música de las hadas es etérea, la música de los enamorados es intensa y la música de los artesanos es una gloriosa parodia de Verdi en su veta menos imaginativa”.Más o menos

### Libreto
El libreto de esta ópera fue escrito por el autor y por Peter Pears, basándose en la obra de Shakespeare. Recortaron el original, que pasó de cinco a tres actos, sin perder por ello los elementos esenciales de la trama. No obstante, hay algunas variaciones. Todo el acto I de Shakespeare se elimina, compensado por la única línea añadida a la ópera: "Compelling thee to marry with Demetrius." (Obligarte a casarte con Demetrio.). Así se da preeminencia al bosque y a las hadas.

### Piezas destacadas
La ópera se abre con un coro, «Over hill, over dale/Sobre la colina, sobre el valle», de las hadas que sirven a Titania, cantada por coro de niños. Otros fragmentos destacados son la ornamentada aria de Oberón, «I know a bank/Conozco un banco» (inspirada por la obra de Purcell «Sweeter than roses/Más dulce que las rosas», que Britten había arreglado previamente para que pudiera cantar Pears), la igualmente florida aria de Titania «Come now, a roundel/Vamos, un medallón», el enérgico coro «You spotted snakes/Viste serpientes», la  comedia de «Píramo y Tisbe», y el trío final de Oberón, Titania y coro. 
La obra original es una anomalía entre las de Shakespeare, pues se preocupa muy poco del carácter y mucho de la psicología. Britten sigue, en gran parte, esta tendencia, cambiando con sutileza el foco psicológico de la acción. El uso de coro de niños indica que la ópera se preocupa, sobre todo, por el tema de la pureza. Estas juveniles hadas son las que reprimen las actividades libidinosas del cuarteto de amantes, mientras cantan «Jack shall have Jill/Naught shall go ill/The man shall have his mare again/And all shall be well [Jack tendrá Jill / Nadie se enfermará / El hombre tendrá su yegua de nuevo / Y todo estará bien]» (Acto II). Representa una versión idealizada de un paraíso de inocencia y pureza que parece haber cautivado a Britten toda su vida. 
Britten no podía, desde luego, componer esta ópera ignorando el tema central de la obra: la locura del amor. Pero situó en el centro de la obra (mitad del Acto II) la relación más abiertamente grotesca, que es la que se desarrolla entre Titania y Bottom. En una ópera llena de música deliciosa, quizá la más encantadora es la que dedicó al asunto entre la reina de las hadas y el tejedor. Las mujeres en las óperas de Britten tienden a situarse en uno de estos dos extremos: o bien son depredadoras o bien presas vulnerables. Titania es una mezcla de las dos, por un lado domina a Bottom, pero por otro está totalmente dominada por Oberón y Puck, la pareja que realmente dirige toda la obra.

### Caracterización de los personajes
Britten compuso la música de cada personaje en atención a sus características: si eran reales o fantásticos, rústicos o nobles, enamorados o celosos. A los personajes rústicos les proporcionó una música sencilla de estilo folclórico, los amantes que tienen un mundo sonoro más romántico y las hadas que están representadas de modo muy etéreo.
Una de las novedades de la ópera es que, por primera vez en la historia del género, se compuso el personaje principal para voz de contratenor. Específicamente la escribió pensando en las características vocales de Alfred Deller: una voz intensamente lírica, pero débil en las notas agudas. Por lo tanto, nunca requiere que las notas altas se canten con intensidad forte. 
Para el otro personaje principal de la obra, Titania, optó por una voz de soprano de coloratura, con arriesgadas intervenciones vocales. 
El duende Puck es un personaje hablado, que aparece acompañado por una combinación de trompeta y caja rítmica. 
A diferencia del resto de sus obras para escena, aparte de la temprana opereta Paul Bunyan, no incluye un papel destacado para su compañero Pears, quien en cambio asume el papel cómico de Flute/Tisbe. 
El tercer acto contiene una parodia de la ópera italiana del siglo XIX: la representación de “Píramo y Tisbe” por parte de los artesanos. Hay en la obra otras parodias, menos obvias, de las convenciones operísticas. Así, como muchas otras óperas, "A Midsummer Night's Dream" se abre con un coro, pero esta vez es un coro de voces blancas infantiles, cantando al unísono. Después de esto viene la entrada de la prima donna y el principal personaje masculino, muy alejado de los heldentenores wagnerianos, y más cercano a los castratos de las óperas de Händel del siglo XVIII. El tratamiento que Britten dio a Puck también sugiere parodia: normalmente, el ayudante del héroe es un barítono; aquí es un joven adolescente que ni siquiera canta.

### Estreno
Se conocen los cantantes del estreno:
Oberón, contratenor Alfred Deller.
Titania, soprano Jennifer Vyvyan.
Teseo, bajo Forbes Robinson.
Hipólita, contralto Johanna Peters.
Hermia, mezzosoprano Marjorie Thomas.
Lisandro, tenor George Maran.
Demetrio, barítono Thomas Hemsley.
Elena, soprano April Cantelo.
Bottom, bajo barítono Owen Brannigan
Quince, bajo Norman Lumsden.
Flute, tenor Peter Pears.
Snug, bajo David Kelly.
Snout, tenor Edward Byles.
Starveling, barítono Kevin Platts.
Puck, personaje hablado Leonide Massine II.

### Valoración
La ópera recibió, desde el principio, críticas contrapuestas. W. H. Auden, que había sido colaborador de Britten y posteriormente se alejó de él, la desdeñó considerándola "terrible – puro Kensington", mientras muchos otros la alabaron. Ahora es ampliamente aceptada como una de las obras maestras de Britten, aunque la crítica a veces considera que "Píramo y Tisbe" es demasiado largo; sin embargo, la sobresaliente calidad de la "música de hadas" normalmente convence incluso a los más duros críticos. Suele representarse con bastante regularidad. En las estadísticas de Operabase aparece la n.º 84 de las cien óperas más representadas en el período 2005-2010, siendo la 4.ª en el Reino Unido y la segunda de Prokófiev, con 47 representaciones.
Es una obra típica del estilo de Britten, con un mundo sonoro muy especial, no marcadamente disonante, pero repleto de sutiles armonías atmosféricas y pintura tonal. 
"Llegó a captar el sentido mágico de la representación shakespeariana creando un clima musical que, a pesar de las diferencias, mantiene algún contacto con el mundo teatral-musical de Purcell" (Alier, R.)

## Discografía
Hay varias grabaciones disponibles. Hay una grabación histórica según La discoteca ideal de la ópera, de Roger Alier y otros, la del propio Benjamin Britten con Alfred Deller (Oberon), Elizabeth Harwood (Tytania), Stephen Terry (Puck), John Shirley-Quirk (Theseus), Helen Watts (Hippolyta), Peter Pears (Lysander), Thomas Hemsley (Demetrius), Josephine Veasey (Hermia), Heather Harper (Helena). Orquesta Sinfónica de Londres, Los coros de niños de las Escuelas de Downside y Emanuel (1966). Decca
 Es la más citada por las guías con parte del elenco original, si bien Peter Pears asume el papel de Lisandro. No obstante, en esta grabación se omite parte de la bella música del despertar de los amantes, al principio del Acto III.